# مایکل ماگی
مایکل ماگی (انگلیسی: Michael Magee؛ ۱۱ اکتبر ۱۹۲۹ – ۱۵ ژوئیه ۲۰۱۱) هنرپیشه اهل کانادا بود. از فیلم‌هایی که وی در آن نقش داشته است می‌توان به فرزندان اشاره کرد.